# Орусус паразитичний
Орусус паразитичний (Orussus abietinus) — вид комах із родини Orussidae. Корисний ентомофаг.

## Морфологічні ознаки
Більша частина тіла чорна, черевце з 3 сегментів, червоне. Переднє крило з широкою темно перев'язкою перед вершиною і світлою плямою під птеростигмою. Самиця має довгий голкоподібний яйцеклад. Довжина тіла — 9–15 мм.

## Поширення
Транспалеарктичний вид. Ареал — від західної Європи та Північної Африки до Далекого Сходу.
В Україні — у Львівській, Чернівецькій, Хмельницькій, Житомирській, Київській, Донецькій, Луганській областях та в Криму. Зустрічаються дуже рідко поодинокі особини в розріджених мішаних та листяних лісах, де не проводяться санітарні вирубки.

## Особливості біології
Паразитичний (на личинковій фазі) вид. Відкладає по одному яйцю на личинок комах ксилофагів (вусачів, златок, рогохвостів).

## Загрози та охорона
Загрози: санітарні вирубки, застосування пестицидів для знищення шкідників лісу.
Охорона не проводиться. Під час загальних та санітарних вирубок слід залишати невеликі резервації для комплексу лісових комах, що розвиваються в деревині.